# Кримська республіканська універсальна наукова бібліотека імені Івана Франка
Кримська республіканська універсальна наукова бібліотека імені Івана Франка — головна наукова бібліотка Кримського півострова. Розташована в місті Сімферополі. Заснована 1920 року.

## Історія
У квітні 1834 року в Сімферополі було відкрито «Громадську бібліотеку для читання», що мала фонд з 600 томів. Ця бібліотека була однією з перших публічних бібліотек півдня Російської імперії. У жовтні 1890 року було засновано Сімферопольську міську бібліотеку та Тумановську безкоштовну читальню, книжковий фонд яких було створено на основі зібрання «Громадської бібліотеки» та особистої бібліотеки С. Б. Туманова. До 1910 року бібліотечний фонд виріс до 18 тис. томів.
24 грудня 1920 року Кримським ревкомом було видано наказ про створення Центральної обласної бібліотеки Криму. Бібліотеку створили на основі книжкових зібрань Тумановської бібліотеки, педагогічної, медичної бібліотек, бібліотеки товариства «Просвіта», бібліотеки Духовної семінарії, а також приватних бібліотек, реквізованих радянською владою. Урочисте відкриття обласної бібліотеки відбулося 7 листопада 1921 року. До Другої світової війни фонд Кримської обласної бібліотеки становив 350 тис. томів.
Як і більшість бібліотек України, Кримська обласна бібліотека зазнала величезних втрат під час нацистської окупації Криму. Було втрачено більше 150 тис. томів. Проте частину фонду працівникам бібліотеки вдалося врятувати. У квітні 1944 року бібліотека знову почала свою роботу.
1956 року у зв'язку зі 100-річчям з дня народження І. Я. Франка бібліотеці було присвоєно ім'я видатного українського письменника.
Комп'ютеризація бібліотеки почалась 1995 року.
Бібліотека активно співпрацює з представниками Ради Європи, Європейської Комісії, Посольства США в Україні, Британської Ради в Україні, міжнародного фонду «Відродження», Ради міжнародних наукових досліджень та обмінів (IREX), Фонду «Російський світ» (Російська Федерація).
У грудні 2011 року відбулося урочисте відкриття читального залу «Російський центр ім. А. С. Пушкіна», створеного за ініціативи Фонду «Російський світ».

## Приміщення
З 1925 по 2007 рік бібліотека розташовувалася в будинку колишнього Дворянського зібрання, що вирізнявся своєю архітектурою та багатою історією. 23 серпня 2007 року відбулося урочисте відкриття нового приміщення Кримського республіканського закладу «Універсальна наукова бібліотека ім. Івана Франка».

## Фонди
Фонди бібліотеки становлить близько 900 тисяч одиниць зберігання на різних носіях. Фонд універсальний за змістом.
Фонд відділу іноземної літератури налічує 35 тисяч документів 140 мовами народів світу.
Колекція цінних та рідкісних видань налічує понад 15 тисяч примірників документів.
У фонді рідкісних видань зберігаються такі цінні видання:
- рукописні та друковані видання XV—XX століть;
- унікальні енциклопедії, словники, довідники XVIII—XX століть;
- твори видатних вчених, письменників, діячів культури, науки: Д. М. Бантиш-Каменського, В. І. Даля, М. І. Костомарова, М. А. Маркевича, Д. І. Менделєєва, В. І. Палладіна, П. С. Палласа, Зігмунда Фрейда та ін;
- Прижиттєві видання В. А. Жуковського, В. М. Гоголя, І. А. Буніна, Ч. Діккенса, С. Лагерлеф, Б. Шоу та ін;
- рідкісні видання з краєзнавства та історії Криму;
- періодичні видання XVII—XX століть;
- книги з цінними автографами та екслібрисами.